# Меламед, Марина Львовна
Мари́́на Льво́вна Мела́мед (род. Харьков, УССР, СССР, второе имя — Ариэла) — израильская писательница, поэтесса, бард, эссеист, музыкальный педагог, артистка авторского «театра одного актёра».

## Биография
По словам сатирика Марьяна Беленького, она — «известный бард, автор песен на слова русских поэтов, поэтесса, прозаик, кукольник, режиссёр, актриса — короче говоря, лицо без определённых занятий».
Внучка Евгения Рохлина, написавшего «случайно в жизни встретились».
Лауреат и член жюри фестивалей авторской песни в России, на Украине и в Израиле, лауреат национальной премии «Олива Иерусалима» (2007) в номинации «проза» — за вклад в еврейскую литературу, лауреат премии «Тарбут Ру» 2009 года в номинации «малая проза», обладатель бард-Оскара 2009 года (международный фестиваль авторской песни «Бард-Тур — 2009»), неоднократный призёр международного поэтического фестиваля «Эмигрантская лира» (Брюссель-2010, Льеж-Париж-2012), лауреат международного поэтического турнира «Пушкин в Британии» (2005) в номинации «авторская песня».
Победитель конкурса эссеистов фестиваля «Эмигрантская лира2014»-, победитель поэтического слэма «Эмигрантской лиры-2012».
Выступает с авторскими спектаклями под гитару — по рассказам Кановича, В. Инбер и др.
Вела единственную в Израиле детскую бардовскую студию «Киндерсюрприз».
С 1997 года руководит иерусалимским КСП «Шляпа».
В 2007 году выступала в Кнессете на вечере, посвящённом 40-летию объединения Иерусалима, с песней на стихи Игоря Бяльского «Я возвращаюсь в Иерусалим» и на свою музыку.
С 2020 года — админ международного клуба ТамЗа, руководитель нескольких проектов в зуме, включая «Байканур», зум-журнал «Фиг Ли Ньюс» и «Песни наших родителей», «Пробный шар» и др. в зуме.
Ариэла Марина Меламед родом из Харькова, образование музыкальное и филологическое: музучилище и филфак Харьковского университета, театральное — Иерусалимская школа визуального театра. Преподаёт гитару, занимается арт-терапией и развитием голоса.

## Семья
Родители — инженеры, отец, Леонид (Лев) Ильич Меламед, строил медучреждения, разработал и внедрил на Украине проект клингородков.
Дед — известный композитор, пианист и аранжировщик Евгений Рохлин, написавший для Майи Кристалинской знаменитую песню «Мы с тобой случайно в жизни встретились», аккомпаниатор Изабеллы Юрьевой .
Другой дед, Меламед Илья Евсеевич, был первым комсоргом Каховки, а затем — главным бухгалтером министерства цветной металлургии Украины 1940-х — 1960-х годов.
В 1985 году Марина Меламед организовала КСП «Товарищ гитара» (первый детский КСП на Украине), исполняла бардовскую классику, песни на иврите и идише.
На Украине был известен дуэт в составе Марины Меламед и Ирины Фёдоровой .
С 1990 года живёт в Израиле, в Иерусалиме.
В Израиле она с 1990 года, организатор первого КСП в Израиле (Хайфа, 1990—1993).
В Израиле закончила Иерусалимскую школу визуального театра по специальности «Перфоманс». Выпускной спектакль «Колыбельная для шляпы» был признан одним из лучших на театральном фестивале во Вроцлаве (1998).

## Творчество
В Израиле Марина выпустила около двадцати музыкальных альбомов.
Кроме собственных сочинений, пишет песни на стихи Игоря Бяльского (Иерусалим), Лорины Дымовой (Иерусалим), Юлия Кима, Александра Файнберга (Ташкент), Вадима Левина (Харьков-Марбург), Натальи Резник (США), Даниила Чконии (Германия), Алекса Габриэля (США) и др.
Марина пишет прозу и стихи, числится в Союзе писателей Израиля, публикуется в различных литературных альманахах и журналах — в Израиле, России, Украине, США.
Автор семи книг прозы и сборника стихов, её песни вошли в Антологию израильской авторской песни (2002).
Регулярно публикуется в различных литературных альманахах и журналах — в Израиле, России, Украине, США. Автор «Иерусалимского журнала», «Литературного Иерусалима», журнала «Артикль» и др.
В 2000—2015 годы проводила в Иерусалиме и на фестивале Дуговка (Израиль), (ныне — фестиваль Сахновка (Израиль)) «Песочницу» — концерты для детей и их родителей.
Вместе с Инной Винярской создала проект «Наоми Шемер — русская версия» — классика израильской эстрады на русском языке.
Проводит иерусалимские камерные фестивали-концерты: «Свободный стиль», «Песни наших родителей», «Барды Иерусалима».
С 2013 года Ариэла Марина Меламед и Ирина Маулер проводят международный поэтический фестиваль «Дорога к Храму». В 2014 году вместе с Ириной Маулер вошла в короткий список «Русской премии» — «За вклад в развитие и сбережение традиций русской культуры за пределами Российской Федерации»
Участвовала в записи раритетного диска «Иерусалимский альбом», вып.1 (2002), (приложение к «Иерусалимскому журналу»)